# Vunteni
Vunteni (en grec, Βούντενη) és un jaciment arqueològic situat prop de Patres, a Acaia, Grècia. Fou un assentament particularment important durant l'època micènica.
El poble que dona nom a aquest jaciment canvià, al 1955 pel de Skioessa.

## Restes arqueològiques

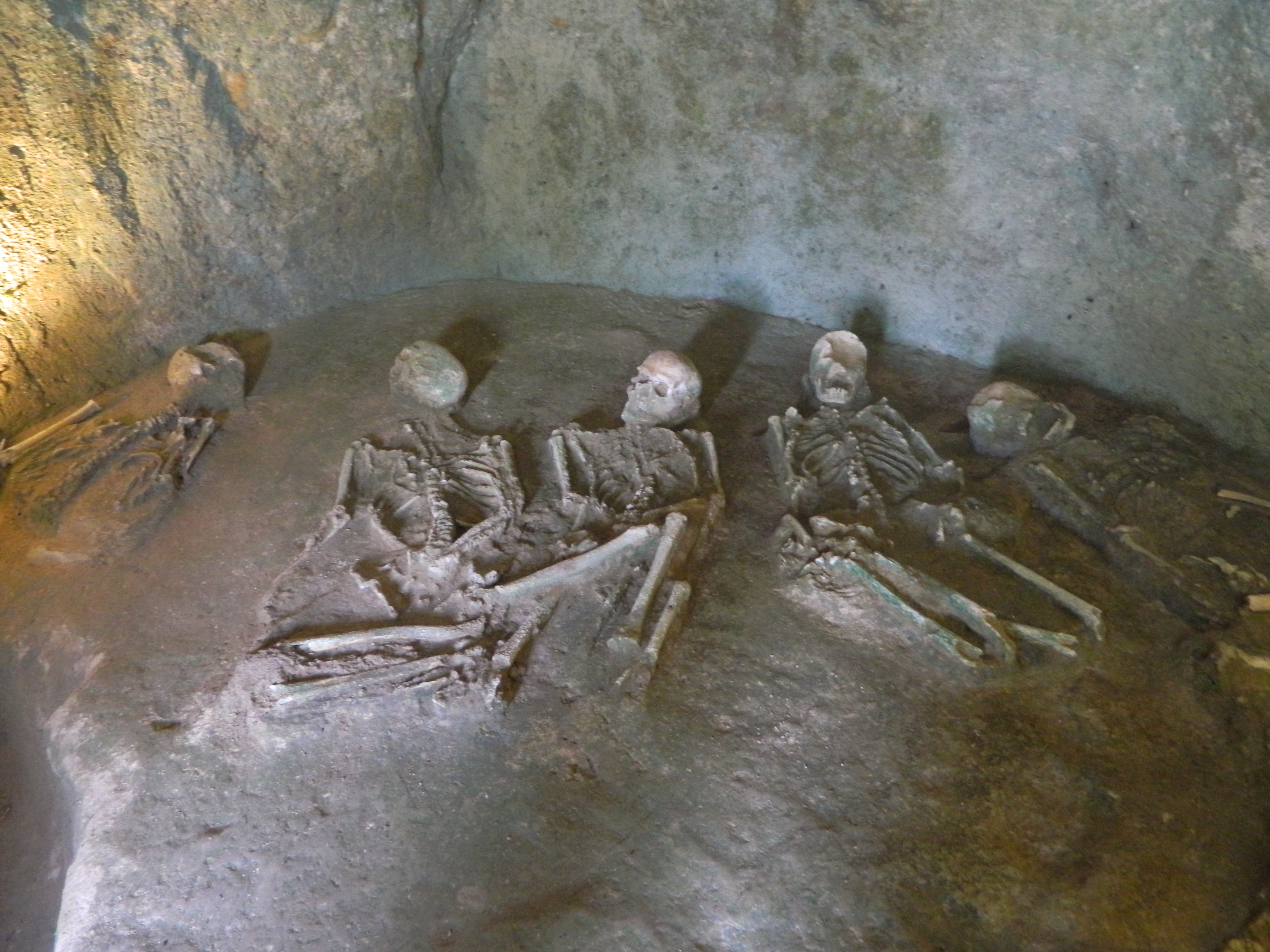
Esquelets trobats en una tomba de Vunteni

El jaciment fou excavat per primera vegada al 1923 per Nikolaos Kyparissis, que hi trobà algunes tombes de cambra, i més tard hi investigà Lázaros Kolonas entre 1988 i 1994 i entre 2004 i 2007.
El jaciment arqueològic consta d'un assentament que estigué habitat aproximadament entre els anys 1500 i 1000 ae. El lloc tenia accés a terres fèrtils a les zones baixes i costaneres; l'entorn muntanyenc afavoria el desenvolupament de la ramaderia i la caça i un altre recurs natural abundant a la zona era la fusta. A més de les restes micèniques també hi ha hagut algunes troballes que pertanyen als períodes arcaic i clàssic.
D'altra banda, la necròpoli ocupa una superfície de 1,8 hectàrees i està organitzada en una sèrie de terrasses. Aquest cementeri conté una gran varietat de tombes de cambra del període micènic. Entre aquestes, destaquen les núm. 4 i 75, pels seus detalls arquitectònics i per les grans dimensions. L'aixovar funerari de les tombes era compost per joies, objectes quotidians, armes, eines i ceràmica, l'estudi de la qual ha permès deduir l'existència de contactes comercials amb altres zones properes del Peloponés, i amb llocs llunyans com Creta, Anatòlia i l'Orient Mitjà.